# 시메온 삭스코부르크고츠키
시메온 보리소프 삭스코부르크고츠키(불가리아어: Симеон Борисов Сакскобургготски, 1937년 6월 16일~)는 불가리아의 정치인으로 1943년부터 1946년까지 시메온 2세로서 불가리아 왕국의 마지막 차르로 군림했다. 그의 아버지인 불가리아의 보리스 3세가 1943년 사망했을 때 그의 나이는 여섯 살이었다. 왕권은 시메온의 삼촌인 프레슬라프 왕자 키릴과 니콜라 미호프 장군 그리고 총리 보그단 필로프가 이끄는 섭정 회의에 의해 그를 대신하여 행사되었다. 1946년 국민투표에 의해 군주제는 폐지되었고 시메온은 강제로 추방되었다.
1996년 고국으로 돌아와 정당 안정과 진보를 위한 국민운동(NMSP)을 결성하고 2001년 7월부터 2005년 8월까지 불가리아 공화국의 총리로 선출되었다. 다음 선거에서 NMSP의 지도자로서 불가리아 사회당과 연립정부에 참여했다. 2009년 NMSP가 의회에서 의석을 하나도 얻지 못하자 그는 정계를 떠났다.
그는 14대 달라이 라마와 함께 제2차 세계 대전 당시 국가원수였던 살아있는 두 사람 중 한 명이지만, 두 사람 모두 정부의 위치에서 대부분 상징적인 역할을 했다.

## 같이 보기
- 작센코부르크고타가